# Izochimena
Izochimena (gr. isos = „równy” + gr. cheimon = „zima”) – izolinia na mapie łącząca punkty, w których średnia zimowa temperatura osiągnęła taką samą wartość. Miarą stosowaną są jednostki temperatury (w zależności od układu jednostek i miar).
Izochimeny wraz z izoterami stosowane są głównie na mapach meteorologicznych.